# Saint-Germain-Laxis
Saint-Germain-Laxis település Franciaországban, Seine-et-Marne megyében. Lakosainak száma 737 fő (2022. január 1.). Saint-Germain-Laxis Champdeuil, Crisenoy, Lissy, Maincy, Moisenay, Montereau-sur-le-Jard és Rubelles községekkel határos.

## Népesség
A település népessége az elmúlt években az alábbi módon változott:
| Lakosok száma | 635  | 728  | 758  | 743  | 741  | 738  | 746  | 741  | 737  |
|               | 2013 | 2015 | 2016 | 2017 | 2018 | 2019 | 2020 | 2021 | 2022 |